# Наві-Ярд-Сіті (Вашингтон)
Наві-Ярд-Сіті (англ. Navy Yard City) — переписна місцевість (CDP) в США, в окрузі Кітсеп штату Вашингтон. Населення — 2759 осіб (2020).

## Географія
Наві-Ярд-Сіті розташоване за координатами 47°33′2″ пн. ш. 122°40′0″ зх. д. / 47.55056° пн. ш. 122.66667° зх. д. (47.550543, -122.666649).  За даними Бюро перепису населення США в 2010 році переписна місцевість мала площу 2,71 км², з яких 1,60 км² — суходіл та 1,12 км² — водойми.

## Демографія
Згідно з переписом 2010 року, у переписній місцевості мешкало 2477 осіб у 1094 домогосподарствах у складі 575 родин. Густота населення становила 912 особи/км².  Було 1280 помешкань (472/км²).
Расовий склад населення:
| - 75,9 % — білих - 4,9 % — чорних або афроамериканців - 4,8 % — азіатів - 2,3 % — вихідців з тихоокеанських островів - 1,7 % — корінних американців - 1,3 % — осіб інших рас |

До двох чи більше рас належало 9,2 %. Частка іспаномовних становила 7,8 % від усіх жителів.
За віковим діапазоном населення розподілялося таким чином: 21,4 % — особи молодші 18 років, 68,8 % — особи у віці 18—64 років, 9,8 % — особи у віці 65 років та старші. Медіана віку мешканця становила 31,2 року. На 100 осіб жіночої статі у переписній місцевості припадало 108,2 чоловіків;  на 100 жінок у віці від 18 років та старших — 106,6 чоловіків також старших 18 років.
Середній дохід на одне домашнє господарство  становив 50 287 доларів США (медіана — 47 119), а середній дохід на одну сім'ю — 58 212 долари (медіана — 53 371). Медіана доходів становила 50 347 доларів для чоловіків та 30 845 доларів для жінок. За межею бідності перебувало 22,0 % осіб, у тому числі 19,9 % дітей у віці до 18 років та 21,1 % осіб у віці 65 років та старших.
Цивільне працевлаштоване населення становило 1010 осіб. Основні галузі зайнятості: освіта, охорона здоров'я та соціальна допомога — 19,4 %, будівництво — 12,7 %, виробництво — 12,6 %.